# Cleora tora
Cleora tora là một loài bướm đêm trong họ Geometridae.